# جائزة هولندا الكبرى 1968
جائزة هولندا الكبرى 1968 هو سباق فورمولا 1 أقيم بتاريخ 23 يونيو 1968 في حلبة بارك زانتفورت، هولندا. كان الخامس من أصل 12 في بطولة العالم لسباقات الفورمولا واحد موسم 1968. حلّ البريطاني جاكي ستيورات أولا.